# 西倉吉駅
西倉吉駅（にしくらよしえき）は、鳥取県倉吉市西倉吉町にあった、日本国有鉄道（国鉄）倉吉線の駅（廃駅）である。倉吉線の廃線に伴い、1985年（昭和60年）4月1日に廃駅となった。

## 歴史
- 1941年（昭和16年）5月17日：倉吉線の倉吉駅（後の打吹駅） - 関金駅間延伸に伴い、一般駅として開業[1]。
- 1983年（昭和58年）12月31日：貨物の取り扱いを廃止[1]。
- 1984年（昭和59年）2月1日：荷物の取り扱いを廃止[1]。
- 1985年（昭和60年）4月1日：倉吉線の全線廃止に伴い、廃駅となる[1]。

## 駅構造
廃止時点で、島式ホーム1面2線を有する地上駅であり、有人駅であった。構内東側に駅舎があり、その南側に有蓋車用の貨物ホームが存在した。

## 駅周辺
- オンキヨートレーディング（鳥取オンキヨー）
- 倉吉市立西中学校
- 鳥取県立倉吉西高等学校
- 鳥取県自動車学校
- 倉吉西倉吉郵便局
- 東宝ストア西倉吉店
- 日交バス・日ノ丸バス「西倉吉」停留所・「西倉吉町」停留所

## 跡地
駅舎は撤去されているが、ホームの一部が保存され数メートルの線路が復元されている。駅跡の敷地は、公園（ロードステーションにしくら）とトイレに整備されている。西側の島式ホームも保存され公園の一部となっていたが、県道501号拡幅の際に撤去され現在の形となった。
なお、上小鴨駅跡まで続く遊歩道「花と緑のふれあいロード」（鳥取県道501号倉吉東郷自転車道線）の出発地点となっている。

## 隣の駅
日本国有鉄道
倉吉線
打吹駅 - 西倉吉駅 - 小鴨駅